# Der Blindensturz
Der Blindensturz ist ein Gemälde des niederländischen Malers Pieter Bruegel des Älteren. Biblisches Thema des Bildes ist das Gleichnis vom Blindensturz aus dem Neuen Testament. Das querformatige 154 cm × 86 cm große Originalgemälde auf Leinwand entstand 1568 und wird der europäischen Kulturepoche der Renaissance zugeordnet. Das als Meisterwerk geltende Tempera-Gemälde ist heute im Museo di Capodimonte in Neapel zu besichtigen. Mehrere Kopien dieses Bildes, die nicht von Bruegel stammen, sind bekannt. Ein 118 cm × 168 cm großes Ölgemälde auf Holz befindet sich im Louvre in Paris.

## Beschreibung

### Allgemeines
Das Bild ist signiert und auf das Jahr 1568 datiert. Es misst – Höhe vor Breite – 86 × 154 cm und befindet sich heute im Museo di Capodimonte zu Neapel. Dabei stellt es eines von zwei Werken dar, die der Künstler nicht auf Holz gemalt hat. Stattdessen nutzt er das Medium Tüchleinmalerei, bei der Leim als Bindemittel für die Farben verwendet wird. Im Gegensatz zu seinen Tanz- und Hochzeitsbildern nutzt Bruegel kaum Farbkontraste und eine sehr reduzierte Palette aus Braun- und Blaugrautönen.
Die moderne Bruegel-Forschung hält es für wahrscheinlich, dass es sich bei dem Gemälde um eine Auftragsarbeit handelt, da Bruegel seinerzeit mit der kulturellen Elite Antwerpens und Brüssels verkehrte. Obwohl das Gemälde in ruinösem Zustand überliefert ist, wurde es von der kunstgeschichtlichen Forschung in den höchsten Tönen gelobt. Nur wenige Werke Pieter Bruegels des Älteren haben so sehr die ungeteilte Bewunderung der Kunstgeschichte erfahren wie der Blindensturz. International bedeutende Kunsthistoriker wie Wolfgang Stechow, Fritz Grossmann, Roger Hendrik Marijnissen und der Bruegel-Biograf Carl Gustaf Stridbeck weisen dem Gemälde den Rang eines „vollendeten Meisterwerkes“ bei und loben den Blindensturz als „das ergreifendste Werk“ des Malers.

### Aufbau und Gestaltung

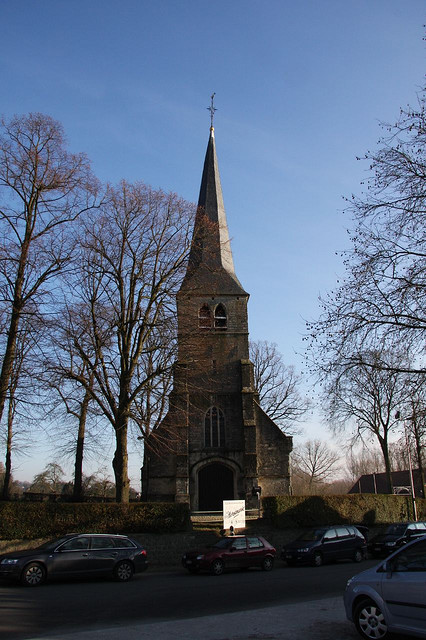
Die gotische Dorfkirche St. Anna (Sint Anna Pede) im belgischen Dilbeek

Sechs Blinde haben sich zusammengetan, um gemeinsam zu betteln. Wahrscheinlich ist die Gruppe auf dem Weg zur Dorfkirche gewesen, um den herein- oder herauskommenden Gläubigen aufzuspielen. Sicher hingegen
ist, dass sie den Weg der zur Kirche führt (Bildmitte) verpasst haben, und daraufhin in unwegsames Gelände geraten sind. Ein Teil der Gruppe hätte musiziert, während der andere bettelt. Das gut sichtbare Instrument der Drehleier ist im Begriff, mit dem Anführer ins Wasser einzutauchen. Der Blinde am Ende der Reihe scheint unter seinem weiten Mantel ebenfalls ein Instrument zu tragen, während der Dritte an seinem Gürtel einen Teller trägt, der zum Sammeln der Almosen dienen könnte. Wie so eine Szene ausgesehen haben könnte, lässt sich bereits in Bruegels 1559 entstandenen Ölgemälde Der Kampf zwischen Karneval und Fasten beobachten: Am Ausgang der Kirche hat sich dort eine Gruppe von Bettlern eingefunden, die auf das Ende der Messe und die reichen Patrizier wartet. Unter den Protagonisten findet sich ein Musiker mit einem mittelalterlichen Instrument, sowie ein blinder Bettler, dem die Augen ausgestochen wurden und zu dessen Füßen sich ein schwarz-weißer Blindenhund befindet. Er streckt seine Kopfbedeckung vor, während der Mann vor ihm im Begriff ist, Almosen in dessen Mütze zu legen.
Das Unglück des kollektiven Sturzes ereignet sich in flacher brabantischer Landschaft. Besonders das spätmittelalterliche Kirchengebäude auf der rechten Bildhälfte sticht ins Auge. Identifizierbar ist das Bauwerk als Dorfkirche St. Anna bei Brüssel. Schon seiner Höhe wegen bildet das spätmittelalterliche Gebäude das Zentrum der Ortschaft, deren Häuser, Giebel und Dächer wir hinter den Blinden auf der linken Seite erkennen. Am Horizont rechts stehen weitere Gebäude sowie ein Schloss oder eine Burg. Während die meisten Gegenstände und Gebäude des Hintergrunds überschnitten dargestellt und verdeckt sind, ist die Kirche für den Betrachter gut erkennbar. Darüber hinaus wird die Kirche durch die Dramaturgie des Bildes hervorgehoben, liegt diese doch auf der „Entscheidungsachse“ der Handlung: Der Betrachter fragt sich, ob der dritte Blinde von rechts rechtzeitig loslassen wird oder mit dem gerade Stürzenden und bereits Gefallenen im Wasser landet. Mit der Inszenierung dieses dramatischen Moments geht eine bewusste Blicklenkung einher. Der Blickpunkt liegt nicht im Zentrum des Bildes, sondem auf Höhe der Kirche. Sie bildet den Fluchtpunkt der Wahrnehmung und des Gemäldes.

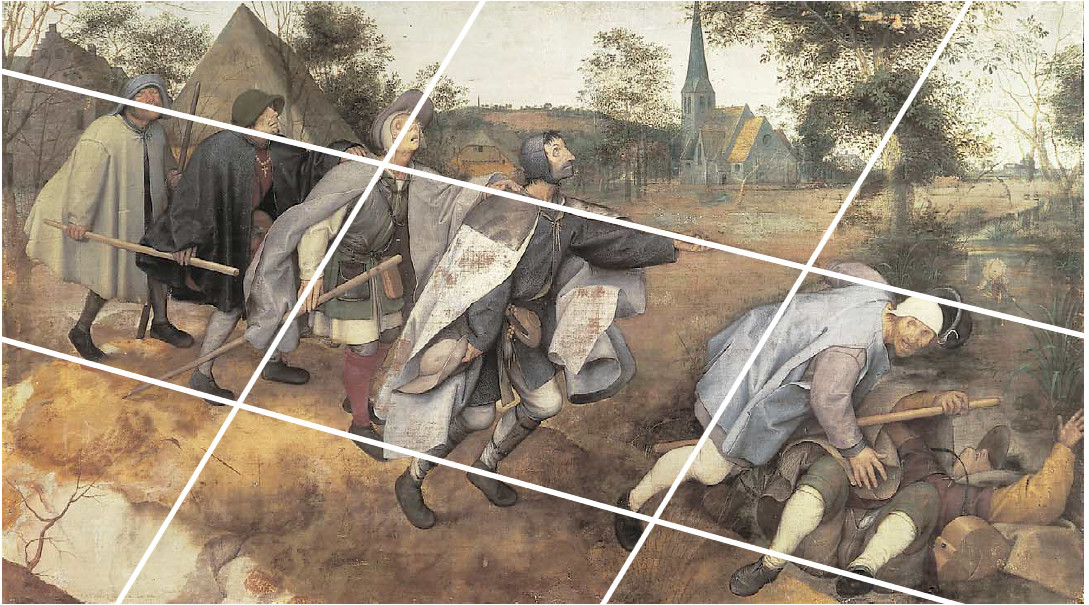
Diagonale Bildkomposition

Die Gruppe bildet eine Diagonale von links oben bis rechts unten, vom Betrachter durch einen plötzlichen Abbruch (linke untere Ecke) getrennt. Folgt man den Personen von links nach rechts, so steigert sich Unsicherheit zu blankem Entsetzen. Direkt hinter dem ersten Blinden liegt eine Wasserfläche, welche die Gruppe von den Dorfhäusern am jenseitigen Ufer abschneidet – in der rechten oberen Bildhälfte steht eine Kirche. Bruegel stellt auf dem abschüssigen Gelände Sturzbewegungen in verschiedenen Phasen dar. Die fünfte Figur von links, die eben im Begriff ist, wie ein Gefährte in den Tümpel zu stürzen, wendet sich als Einzige dem Betrachter zu. Die Darstellung ist so exakt, dass sich bei dreien von ihnen die Ursache der Blindheit feststellen lässt: Der Dritte von links leidet an einem Leukom, der Vierte an Schwarzem Star und dem Fünften wurden die Augen ausgestochen. Die Blinden sind wie an einer Kette aufgereiht unterwegs: Jeder hat die Schulter des Vorangehenden oder dessen nach hinten gereichten Blindenstab erfasst, den Kopf mit den blinden Augen emporgehoben – während wohl jeder Sehende den Blick auf den unebenen Boden gerichtet hätte. Der vorderste der Männer ist bereits gestürzt. Er liegt nun mit dem Rücken in dem Gewässer am rechten Bildrand, die angewinkelten Beine dem Betrachtenden entgegengestreckt und die Arme hilflos emporgehoben. Mit der rechten Hand umklammert er den Holzstab. Die Finger seiner linken Hand sind durch das Bildende abgeschnitten. Tatsächlich ist nur der erste Blinde wirklich gefallen und liegt mit dem Rücken auf dem Boden bzw. in einer Grube. Die anderen Männer folgen scheinbar automatisch vor dem geistigen Auge des Beobachters wie ein Dominoeffekt: durch die Aufreihung der Körper mit zunehmendem Drall in die Horizontale schafft es Bruegel, erfolgreich eine Beschleunigung im Bild einzubauen.

### Motiv
Bruegels Gemälde beruht auf der biblischen Parabel des Blindensturzes aus dem Neuen Testament. Das Thema des Blindensturzes findet im Neuen Testament drei Mal Erwähnung. Im Matthäusevangelium (Mt 15,14 ) bezeichnet Jesus die Pharisäer als „blinde Blindenführer“, die das Volk in die Irre führen, sodass letztlich beide in die Grube fallen. („Lasst sie, sie sind blinde Blindenführer. Wenn aber ein Blinder den anderen führt, so fallen sie beide in die Grube.“) Dem Theologen Fritz Rienecker zufolge steht die Blindheit für den Mangel an geistlicher Erkenntnis der Pharisäer. Wer ihnen – und ihren mangelhaften geistlichen Vorstellungen – folgt, fällt demnach mit ihnen in eine Grube, kommt also nicht ins Reich Gottes. Im Lukasevangelium (Lk 6,39 ) stellt Jesus die rhetorische Frage, ob ein Blinder einen Blinden führen könne, ohne dass beide in eine Grube fielen. („Er sprach aber auch in Gleichnissen zu ihnen: Kann etwa ein Blinder einen Blinden führen? Werden nicht beide in eine Grube fallen?“) Der Apostel Paulus  greift schließlich das Bild des Blindenführers im Römerbrief (Röm 2,19 ) auf, um zu verdeutlichen, dass das bloße Wissen und Predigen um die Gebote Gottes nicht zur Erlangung des Heils ausreiche. („...wenn du dir zutraust, Führer zu sein für Blinde, Licht für die in der Finsternis...“)

### Interpretation
Der über das Thema Bruegel habilitierte Kunsthistoriker Jürgen Müller klassifiziert in zwei wesentliche Deutungen des Blindensturzes: Zum einen die Position des österreichischen Kunsthistorikers Hans Sedlmayr, der die Blinden als Verblendete sah. Der steinernen Kirche und deren Priester stünden die Irrlehren der Häretiker gegenüber, die von den Blinden repräsentiert werden. In mittelalterlicher Kathedralplastik steht dem Triumphkreuz der Kirche traditionell das zerbrochene Herrschaftszeichen der Synagoge gegenüber. Der schwedische Kunsthistoriker Carl Gustaf Stridbeck hingegen unterstreicht die antiklerikale Tendenz des Bildes und die sieht die Kirche seitens Bruegel negativ gedeutet. So wie sich Jesus’ Gleichnisse gegen die Pharisäer wenden, so kritisiere Bruegel die Institution Kirche und ihre Priester.
Im Zusammenhang der „blinden Synagoge“ und der Vorstellung häretischer Irrlehren ist es laut Jürgen Müller unerlässlich, auf Sebastian Francks „Ketzerchronik“ von 1531 hinzuweisen, die 1558 ins Niederländische übersetzt wurde. Seine Vorrede beginnt der deutsche Theologe damit, dass der Leser nicht glauben dürfe, er würde wirklich all jene für Ketzer halten, die er im Folgenden aufzählt. Im Gegenteil würde ein solches Urteil nicht dasjenige des Verfassers, sondern des Papstes wiedergeben.

„Radikaler als Franck kann man es kaum formulieren, der Christus als ersten Ketzer erachtet und die wahren Christen in dessen Tradition sieht.
Bruegels «Blindensturz» inszeniert diese Weltsicht. Die Kirche selbst sieht sich am Ende als Blindenführerin entlarvt. Im Sinn irenischer Theologie erzählt Bruegels «Blindensturz» weniger von persönlicher Verfehlung als vielmehr vom Fall der christlichen Religion. Diese wird zur Blindenführerin, wenn sie sich als eine um Orthodoxie bemühte Institution missversteht. Bruegel wäre nicht Bruegel, würde er nicht auch dem Betrachter des Bildes eine Botschaft mitteilen und ihn zur Selbstbescheidung auffordern.“

Auch vor dem Hintergrund von Francks positiver Bewertung des Ketzertums, das sich Bruegel laut Müller zu eigen gemacht hat, erscheint das Bild der Blinden demzufolge in neuem Licht. Es sei das Wesen der Welt, immer aufs Neue Gut und Böse zu verkehren. Die Wahrheit der Ketzerei als wahrem Christentum sei aber nur geistlichen Menschen zugänglich. Den Unterschied von Häresie und wahrer Kirche machten nicht die Inhalte aus, sondern deren Status. Das Drama der Häresie oder besser noch das Martyrium der Ketzerei beginne laut Franck dadurch, dass Amtskirchen ihre christliche Identität insofem verfehlten, als sie spirituelle Identität durch institutionelle Macht ersetzten. Ketzerei finde immer nur aus Sicht sich verabsolutierender kirchlicher Macht statt.
Des Weiteren verweist Müller darauf, dass sich der Betrachter des Bildes es sich bequem in einer Welt voller religiöser Irrtümer eingerichtet haben könnte und glaube, dass ihm ein solcher Fall erspart bleibt. Aber das Bild enthalte gemäß Müller eine Pointe, die auf den Betrachter zielt und ihn auf diskrete Weise ermahnt. Dem genauen Betrachter des Bildes fällt auf, dass die Spitze des Kirchturms durch die Bildgrenze abgeschnitten ist. Allerdings ist genau dieser fehlende Teil des Turms jenseits des Hügels links von der Bildmitte am Horizont sichtbar. Der Maler lässt also den fehlenden Teil des Kirchturms an anderer Stelle wiederauftauchen. Dabei kann man die Kirchturmspitze hinter dem Hügel als Achse für das Geschehen im Vordergrund begreifen. Sie teile die Personengruppe in diejenigen, die schon im Fall begriffen sind, und jene, die noch fallen werden. Müller stellt die Frage, ob man zu weit gehe, wenn man dies als eine Ermahnung des Betrachters seitens Bruegel verstehen will. Der Betrachter befinde sich in derselben Position wie der dritte Blinde von links, von dem man nicht wissen kann, ob er stürzen wird. Zu Unrecht erhöbe sich der Rezipient über die unglücklichen und verblendeten Menschen des Vordergrunds, läuft doch auch er Gefahr, einer Blindenführerin zu folgen, ohne es zu merken. Müller merkt zudem an, dass seit jeher Blindheit und Blindensturz im Christentum zu den bestimmenden Exklusionsmetaphern der Orthodoxie gehören. In seinem Essay Von Kirchen, Ketzern und anderen Blindenführern – Pieter Bruegels d. Ä. Blindensturz und die Ästhetik der Subversion. bemerkt Müller, dass der Blinde ganz links im Bild noch in positiver Weise einen Gottessucher darstellt, während die Attribute der folgenden Männer zunehmend auf die Riten der Amtskirchen verweisen, deren Sturz vorprogrammiert erscheint. Die Kirche selbst sehe sich am Ende als Blindenführerin entlarvt. Zudem weist Müller darauf hin, dass der im Bildnis vier Mal abgebildete Blindenstock ein ambivalentes Dingsymbol sei. Solange er als Metapher der Gottessuche fungiert und die prinzipielle Ausschnitthaftigkeit der Erkenntnis vergegenwärtigt, sei er positiv zu bewerten und stellt eine radikale Metapher für die prinzipielle Unerkennbarkeit Gottes dar. Wer jedoch glaube, er könne den rechten Weg garantieren und den Stock als zuverlässigen Richtungsindikator missversteht, so als könne man Gott ertasten, geht es schief, wie unschwer zu erkennen sei. Wo Gott äußerlich gesucht wird, muss die Gottsuche misslingen. Gott sei nur jenseits aller erkennbaren Bilder, aller greifbaren Wirklichkeit im Herzen zu erfahren. Gemäß Müller sind folglich in Bezug auf die Gotteserkenntnis alle Menschen blind und können es nicht ändern. Abschließend stellt Müller fest: „In meiner Deutung des «Blindensturzes» ging es darum, dass der Künstler den ausschliessenden Gegensatz von wahrer Kirche und Irrlehre infrage stellt. Sein Bild kritisiert das Prinzip von Denunziation und Ausschluss.“ Die Kunsthistorikerin Alexandra Tuschka ergänzt dazu, dass Bruegel in den spanischen Niederlanden lebte, die seinerzeit vom Herzog von Alba religiös unterdrückt wurden. Bruegel blieb zeitlebens Katholik, befürwortete aber vermutlich humanistische, kritische Ansichten. Immer wieder nennt auch Martin Luther den Papst einen „Blindenführer“. Zudem war der im Mittelalter allgegenwärtige Konflikt zwischen Katholiken und Protestanten durch Folter und Opfer der Inquisition geprägt.
Laut Tuschka sind die abgebildeten Männer Bettler und haben sich zusammengeschlossen, um Mitleid zu erzeugen. Der Mann mit grünem Hut trägt ein goldenes Kreuz um den Hals. Unklar ist gemäß Tuschka, ob sie zu der Kirche im Hintergrund gehen, um dort die Barmherzigkeit der Gemeinde zu erlangen. Die Bedeutung der Kirche im Hintergrund ist auch bei Kunsthistorikern umstritten. Drei verschiedene Ansätze gibt es, von denen sich keiner behaupten konnte. Einige meinen, die Kirche habe keine Bedeutung, da Bruegel solche oft in seine Bilder integriert habe. Andere erklären sie im Hinblick auf den religiösen Hintergrund, der verdorrte kleine Baum vor ihr (fast nur ein trockener Ast) signalisiere, dass sie, die von Pharisäern geführt werde, nutzlos geworden sei. Eine dritte Gruppe wiederum sieht in der besonderen Position, die die Kirche im Bild einnehme, einen moralischen Hinweis: Sie sei nicht von ungefähr zwischen den zwei schon gestürzten Blinden und der Gruppe der vier letzten platziert: Hieraus ergebe sich der Hinweis, dass die beiden ersten verloren, die anderen vier aber noch zu retten seien.

## Rezeption
- Elias Canetti gibt im Kapitel „Simsons Blendung“ des zweiten Bandes seiner Autobiografie, Die Fackel im Ohr (Seite 111), eine Bildbeschreibung dieses Gemäldes, das – wie die Blendung Simsons – motivische Schlüsselfunktion für seinen Roman Die Blendung hat.
- Gert Hofmann: Erzählung Der Blindensturz (Darmstadt 1985)
- Gert Hofmann: Der Blindensturz Hörspiel zur gleichnamigen Erzählung (Bayerischer Rundfunk / Hessischer Rundfunk, 1985) Gert Hofmanns "Blindensturz" ist die erfundene, nachempfundene Geschichte der Entstehung des gleichnamigen Bildes von  Pieter Bruegel. Das Hörspiel erzählt, wie die Blinden am Morgen des Tages, als sie gemalt werden sollen, geweckt werden, ein Frühstück bekommen, wie sie gemeinsam ihre Notdurft verrichten und dann zum Maler geführt werden. Es wird erzählt, dass sie das Fallen üben müssen, denn so – als Strauchelnde – braucht sie der Maler.

## Belege
1. ↑  Pieter Bruegel d. Ä. - Bauern, Narren und Dämonen, S. 75
2. ↑  Jürgen Müller: Zur Deutungstradition des Blindensturzes. Aus: Von Kirchen, Ketzern und anderen Blindenführern – Pieter Bruegels d. Ä. Blindensturz und die Ästhetik der Subversion In: Piltz, Eric (Hrsg.): Gottlosigkeit und Eigensinn : religiöse Devianz im konfessionellen Zeitalter., Berlin 2015, S. 503–504, S. 507
3. ↑  Jürgen Müller: Zur Deutungstradition des Blindensturzes. Aus: Von Kirchen, Ketzern und anderen Blindenführern – Pieter Bruegels d. Ä. Blindensturz und die Ästhetik der Subversion In: Piltz, Eric (Hrsg.): Gottlosigkeit und Eigensinn : religiöse Devianz im konfessionellen Zeitalter., Berlin 2015, S. 508
4. ↑  Alexandra Tuschka: Pieter Bruegel d. Ä. - Der Blindensturz. Bildanalyse auf The Art Inspector; abgerufen am 3. Juli 2024
5. ↑  Gerhard Larchner/Karl M. Woschitz – Religion, Utopie, Kunst: die Stadt als Fokus, Wien: Lit-Verlag 2005 S. 57, ISBN 3-8258-7724-8
6. ↑  Jürgen Müller: Zur Deutungstradition des Blindensturzes. Aus: Von Kirchen, Ketzern und anderen Blindenführern – Pieter Bruegels d. Ä. Blindensturz und die Ästhetik der Subversion In: Piltz, Eric (Hrsg.): Gottlosigkeit und Eigensinn : religiöse Devianz im konfessionellen Zeitalter., Berlin 2015, S. 508
7. ↑  Alexandra Tuschka: Pieter Bruegel d. Ä. - Der Blindensturz. Bildanalyse auf The Art Inspector; abgerufen am 3. Juli 2024
8. ↑  Rose-Marie und Rainer Hagen –- Pieter Bruegel d. Ä. –- Bauern, Narren und Dämonen, Köln: Benedikt Taschen Verlag GmbH 1999 S. 80
9. ↑  Alexandra Tuschka: Pieter Bruegel d. Ä. - Der Blindensturz. Bildanalyse auf The Art Inspector; abgerufen am 3. Juli 2024
10. ↑  Fritz Rienecker, Gerhard Maier: Lexikon zur Bibel. R. Brockhaus, 6. Auflage. 2006, S. 275.
11. ↑  Jürgen Müller: Zur Deutungstradition des Blindensturzes. Aus: Von Kirchen, Ketzern und anderen Blindenführern – Pieter Bruegels d. Ä. Blindensturz und die Ästhetik der Subversion In: Piltz, Eric (Hrsg.): Gottlosigkeit und Eigensinn : religiöse Devianz im konfessionellen Zeitalter., Berlin 2015, S. 504
12. ↑  Jürgen Müller: Zur Deutungstradition des Blindensturzes. Aus: Von Kirchen, Ketzern und anderen Blindenführern – Pieter Bruegels d. Ä. Blindensturz und die Ästhetik der Subversion In: Piltz, Eric (Hrsg.): Gottlosigkeit und Eigensinn : religiöse Devianz im konfessionellen Zeitalter., Berlin 2015, S. 504
13. ↑  Jürgen Müller In: Sechs Blinde stürzen quer durchs Bild., NZZ, 9. April 2017; abgerufen am 3. Juli 2024
14. ↑  Jürgen Müller: Zur Deutungstradition des Blindensturzes. Aus: Von Kirchen, Ketzern und anderen Blindenführern – Pieter Bruegels d. Ä. Blindensturz und die Ästhetik der Subversion In: Piltz, Eric (Hrsg.): Gottlosigkeit und Eigensinn : religiöse Devianz im konfessionellen Zeitalter., Berlin 2015, S. 521
15. ↑  Jürgen Müller In: Sechs Blinde stürzen quer durchs Bild., NZZ, 9. April 2017; abgerufen am 3. Juli 2024
16. ↑  Jürgen Müller: Zur Deutungstradition des Blindensturzes. Aus: Von Kirchen, Ketzern und anderen Blindenführern – Pieter Bruegels d. Ä. Blindensturz und die Ästhetik der Subversion In: Piltz, Eric (Hrsg.): Gottlosigkeit und Eigensinn : religiöse Devianz im konfessionellen Zeitalter., Berlin 2015, S. 521
17. ↑  Jürgen Müller In: Sechs Blinde stürzen quer durchs Bild., NZZ, 9. April 2017; abgerufen am 3. Juli 2024
18. ↑  Alexandra Tuschka: Pieter Bruegel d. Ä. - Der Blindensturz. Bildanalyse auf The Art Inspector; abgerufen am 3. Juli 2024
19. ↑  Alexandra Tuschka: Pieter Bruegel d. Ä. - Der Blindensturz. Bildanalyse auf The Art Inspector; abgerufen am 3. Juli 2024